# Mesopenaeus
Mesopenaeus is een geslacht van kreeftachtigen uit de klasse van de Malacostraca (hogere kreeftachtigen).

## Soorten
- Mesopenaeus brucei Crosnier, 1986
- Mesopenaeus mariae Pérez Farfante & Ivanov, 1982
- Mesopenaeus tropicalis (Bouvier, 1905)